# Jatropha oaxacana
Jatropha oaxacana là một loài thực vật có hoa trong họ Đại kích. Loài này được J.Jiménez Ram. & R.Torres mô tả khoa học đầu tiên năm 1994.